# Todos Hacia Adelante
Todos Hacia Adelante es un sector político del Partido Nacional (Uruguay).
Creado por el expresidente Luis Alberto Lacalle en el año 2008 como Unidad Nacional, fue fundado con la idea de generar una nueva corriente de pensamiento y acción política de cara a las elecciones de 2009. Nucleó al Herrerismo y a Correntada Wilsonista, que decidieron así unificar sus esfuerzos. También lo integraron otras agrupaciones, como Concordia Nacional (encabezada por Ignacio de Posadas y Ana Lía Piñeyrúa), Soplan Vientos Nuevos de Carmelo Vidalín, Aire Fresco de Luis Lacalle Pou y Desafío Nacional de Álvaro Alonso. Recibió también las adhesiones de otros políticos nacionalistas, como Carlos Rodríguez Labruna y Gonzalo Aguirre Ramírez.
Hacia agosto de 2008, las encuestas mostraron un claro repunte de Lacalle en la interna nacionalista. A la postre, resultó ungido vencedor en las internas de junio.
De cara a las elecciones internas de junio de 2014 el sector adoptó el nombre actual. Algunos grupos como Correntada Wilsonista y Concordia Nacional se alejaron, sumándose el apoyo del grupo del diputado Javier García Duchini, entre otros.